# Alessandro nell'Indie (Cimarosa)
Alessandro nell'Indie és una òpera en tres actes composta per Domenico Cimarosa sobre un llibret italià de Pietro Metastasio. S'estrenà al Teatro Argentina de Roma l'11 de febrer de 1781.